# Championnat de Lituanie de football 1999
Navigation
Saison précédente Saison suivante
La saison 1999 du Championnat de Lituanie de football était la 10e édition de la première division lituanienne. Les 10 meilleurs clubs du pays sont regroupés en une poule unique où chaque équipe rencontre deux fois ses adversaires, à domicile et à l'extérieur. Cette saison sert de transition afin de permettre au championnat de passer au rythme des championnats nordiques, de mars à novembre.
Le FK Zalgiris Kaunas termine en tête du championnat cette saison. C'est le 1er titre de champion de Lituanie de son histoire.

## Les 10 clubs participants
| - FK Zalgiris Vilnius - FK Ekranas Panevezys - FK Zalgiris Kaunas - Banga Gargzdai - FK Inkaras Kaunas | - Atlantas Klaipeda - Nevezis Kedainiai - Ardena Vilnius - Dainava Alytus - Kareda Siauliai |

## Compétition
Le barème de points servant à établir le classement se décompose ainsi :
- Victoire : 3 points
- Match nul : 1 point
- Défaite : 0 point

### Classement
| Rang | Équipe                  | Pts | J  | G  | N | P  | Bp | Bc | Diff |
| ---- | ----------------------- | --- | -- | -- | - | -- | -- | -- | ---- |
| 1    | FK Zalgiris Kaunas      | 41  | 18 | 12 | 5 | 1  | 36 | 10 | +26  |
| 2    | FK Zalgiris Vilnius (T) | 36  | 18 | 10 | 6 | 2  | 33 | 9  | +24  |
| 3    | Atlantas Klaipeda       | 33  | 18 | 9  | 6 | 3  | 34 | 24 | +10  |
| 4    | Kareda Siauliai         | 30  | 18 | 9  | 3 | 6  | 31 | 18 | +13  |
| 5    | Ekranas Panevezys       | 29  | 18 | 7  | 8 | 3  | 22 | 11 | +11  |
| 6    | FK Inkaras Kaunas       | 29  | 18 | 8  | 5 | 5  | 25 | 18 | +7   |
| 7    | Nevezis Kedainiai       | 16  | 18 | 3  | 7 | 8  | 10 | 22 | -12  |
| 8    | Banga Gargzdai          | 12  | 18 | 2  | 6 | 10 | 12 | 40 | -28  |
| 9    | Ardena Vilnius          | 11  | 18 | 2  | 5 | 11 | 10 | 26 | -16  |
| 10   | FK Dainava Alytus       | 6   | 18 | 1  | 3 | 14 | 9  | 44 | -35  |

|  | Qualifié pour la Ligue des champions 2000-2001   |
|  | Qualifié pour la Coupe UEFA 2000-2001            |
|  | Qualifié pour la Coupe Intertoto 2000            |
|  | Participation au barrage de promotion-relégation |
|  | Relégation en deuxième division                  |

### Matchs
| Résultats (▼dom., ►ext.) | ZaK | ZaV | Atl | Kar | Ekr | Ink | Nev | Ban | Ard | Dai |
| FK Zalgiris Kaunas       |     | 1-0 | 3-1 | 2-2 | 2-0 | 1-0 | 0-1 | 6-0 | 0-0 | 2-1 |
| FK Zalgiris Vilnius      | 0-0 |     | 5-0 | 1-2 | 2-1 | 2-1 | 0-0 | 5-0 | 4-1 | 4-0 |
| Atlantas Klaipeda        | 2-2 | 1-1 |     | 3-2 | 1-2 | 3-2 | 3-1 | 2-2 | 0-0 | 5-0 |
| Kareda Siauliai          | 2-4 | 0-1 | 0-0 |     | 0-3 | 1-1 | 3-1 | 3-0 | 1-0 | 3-0 |
| FK Ekranas Panevezys     | 0-0 | 0-0 | 1-2 | 1-0 |     | 0-0 | 0-0 | 1-1 | 1-0 | 4-1 |
| FK Inkaras Kaunas        | 1-4 | 1-1 | 1-1 | 1-0 | 1-1 |     | 1-0 | 2-0 | 1-3 | 4-0 |
| Nevezis Kedainiai        | 0-2 | 0-1 | 0-4 | 0-2 | 1-1 | 0-2 |     | 1-1 | 1-1 | 2-0 |
| Banga Gargzdai           | 0-3 | 1-3 | 1-2 | 0-4 | 0-2 | 0-1 | 1-1 |     | 0-0 | 2-1 |
| Ardena Vilnius           | 0-3 | 0-3 | 0-2 | 0-2 | 0-0 | 1-3 | 0-1 | 1-1 |     | 0-2 |
| FK Dainava Alytus        | 0-1 | 0-0 | 1-2 | 0-4 | 0-4 | 0-2 | 0-0 | 2-2 | 1-3 |     |

#### Barrage de promotion-relégation
Les 8e et 9e de première division jouent leur place en élite face aux 2e et 3e de deuxième division lors de matchs disputés en aller et retour. 
| Équipe 1                      | Résultat | Équipe 2            | Aller | Retour |
| ----------------------------- | -------- | ------------------- | ----- | ------ |
| FK Tauras Tauragé (D2)        | 1 - 8    | Banga Gargzdai (D1) | 0 - 3 | 1 - 5  |
| Gelezinis Vilkas Vilnius (D2) | 1 - 1    | Ardena Vilnius (D1) | 1 - 1 | 0 - 0  |

- Banga Gargzdai et Ardena Vilnius conservent leur place parmi l'élite.

## Bilan de la saison
| Tableau d'Honneur                   |                    |
| Compétition                         | Vainqueur          |
| Championnat de Lituanie de football | FBK Kaunas         |
| Coupe de Lituanie de football       | FK Kareda Siauliai |

| Qualifications européennes    |                                          |
| Ligue des champions 2000-2001 | Qualifié                                 |
| 1er tour                      | FK Zalgiris Kaunas                       |
| Coupe UEFA 2000-2001          | Qualifiés                                |
| 1er tour                      | FK Zalgiris Vilnius FK Ekranas Panevezys |
| Coupe Intertoto 2000          | Qualifié                                 |
| 1er tour                      | FK Atlantas Klaipeda                     |

| Promotion et relégation |       |
| Relégué en II Lyga      | Aucun |
| Promus en A Lyga        | Aucun |